# I Saw You Dancing
«I Saw You Dancing» (с англ. — «Я видела, как ты танцевал») ― песня шведской группы Yaki-Da. Она была выпущена в 1994 году в качестве ведущего сингла их первого студийного альбома Pride и написана и спродюсирована Юнасом Берггреном из Ace of Base. Сингл вошёл в Топ-10 хитов Дании, Финляндии, Исландии, Израиля, Малайзии и Норвегии.

## Критика
Песня получила положительные отзывы большинства музыкальных критиков. Джон Буш из AllMusic писал, что группа следует тому же стилю танцевальной поп-музыки, что и Ace of Base. Ларри Флик из Billboard назвал песню «солнечным кондитерским изделием». Он написал, что веселый шведский женский дуэт производит отличное первое впечатление с помощью яркого поп-кондитерского изделия, которое с гордостью носит отпечатки пальцев наставника Юнаса Берггрена из Ace of Base. Трек выигрывает благодаря простой, но запоминающейся мелодии, которая расцветает в кружащийся гармоничный припев…
Дэйв Шолин из The Gavin Report прокомментировал, что за эту «жалобную» мелодию припева легко зацепиться. Стопроцентная качественная поп-музыка — это именно то, чего можно было бы ожидать от Юнаса Берггрена из Ace of Base, который спродюсировал эту песню. Общеевропейский журнал Music & Media отметил: Букеры, вот тот, на кого вы можете поставить все свои деньги. Написанная Юнасом из Ace Of Base, песня выдержана в стиле знаменитого поп-регги с оттенком ABBA и других прошлых победителей Евровидения. Джеймс Хантер из Vibe описал хит как латиноамериканское поп-диско.

## Успех
Песня стала очень успешной в чартах на нескольких континентах и остается самым большим хитом группы на сегодняшний день. Она достигла пика в Топ-10 в Дании, Финляндии, Исландии, Израиле, Малайзии и Норвегии. В Греции она заняла первое место на радио Star FM. В их родной Швеции песня заняла 32-е место, а в Eurochart Hot 100 заняла 97-е место. В США синглу удалось достичь 54-го места в чарте Billboard Hot 100, 11-го места в танцевальных чартах Billboard и 41-го места в чарте поп-синглов Cash Box Top 100. В Канаде песня поднялась до 10-го места в танцевальном чарте RPM и 62-го места в чарте синглов RPM.

## Трек-лист
| 12" single, Scandinavia (1994) 1. «I Saw You Dancing» (Tribal Radiocut) — 4:39 2. «I Saw You Dancing» (House Radiocut) — 5:09 3. «I Saw You Dancing» (Tribal Anthem) — 9:11 4. «I Saw You Dancing» (Radio) — 3:41 12" single, US (1995) 1. «I Saw You Dancing» (Lenny B’s Classic House Mix) — 7:31 2. «I Saw You Dancing» (Lenny B’s Classic House Mix Instrumental) — 7:31 3. «I Saw You Dancing» (Armand’s Serial Killa Mix) — 8:43 4. «I Saw You Dancing» (Lenny B’s Classic Edit) — 4:08 CD single, Scandinavia (1994) 1. «I Saw You Dancing» (Radio) — 3:41 2. «I Saw You Dancing» (Extended) — 4:49 | CD single, US (1995) 1. «I Saw You Dancing» (Album Version) — 3:44 2. «I Saw You Dancing» (Lenny B’s Classic Edit) — 4:08 3. «I Saw You Dancing» (Armand’s Serial Killa Mix) — 8:43 4. «I Saw You Dancing» (Lenny B’s Classic House Mix) — 7:31 5. «I Saw You Dancing» (Original Mix) — 3:41 6. «Rescue Me Tonight» (Album Version) — 4:12 CD maxi, Japan (1995) 1. «I Saw You Dancing» (Radio) — 3:41 2. «I Saw You Dancing» (Extended) — 4:49 3. «I Saw You Dancing» (East Mix) — 3:41 4. «I Saw You Dancing» (Tribal Radiocut) — 4:39 5. «I Saw You Dancing» (House Radiocut) — 5:09 |

## Чарты
| Чарт(1995)                          | Высшая позиция |
| ----------------------------------- | -------------- |
| Canada (RPM)                        | 62             |
| Canada Dance (RPM)                  | 10             |
| Дания (Tracklisten)                 | 7              |
| Europe (Eurochart Hot 100 Singles)  | 97             |
| Финляндия (Suomen virallinen lista) | 10             |
| Германия (GfK)                      | 65             |
| Greece (Radio Star FM)              | 1              |
| Iceland (Íslenski Listinn Topp 40)  | 6              |
| Israel (Israel Top-30)              | 3              |
| Норвегия (VG-lista)                 | 7              |
| Швеция (Sverigetopplistan)          | 32             |
| США (Billboard Dance Club Songs)    | 11             |
| США (Billboard Hot 100)             | 54             |
| US Pop Singles (Cash Box)           | 41             |

| Чарт(1995)                        | Позиция |
| --------------------------------- | ------- |
| Norway (VG-lista) (Winter Period) | 15      |